# Cratoptera cavallata
Cratoptera cavallata là một loài bướm đêm trong họ Geometridae.